# ローマ、愛の部屋
『ローマ、愛の部屋』（ローマあいのへや、Habitación en Roma、英題：Room in Rome）は、2010年公開のスペイン映画。
日本では劇場未公開で、2010年12月10日にDVDがリリースされた。

## キャスト
- アルバ：エレナ・アナヤ
- ナターシャ：ナターシャ・ヤロヴェンコ
- マックス：エンリコ・ロー・ヴェルソ
- エドゥルネ ナイワ・ニムリ